# Marcgravia picta
Marcgravia picta är en tvåhjärtbladig växtart som beskrevs av Carl Ludwig von Willdenow. Marcgravia picta ingår i släktet Marcgravia och familjen Marcgraviaceae. Inga underarter finns listade i Catalogue of Life.

## Bildgalleri

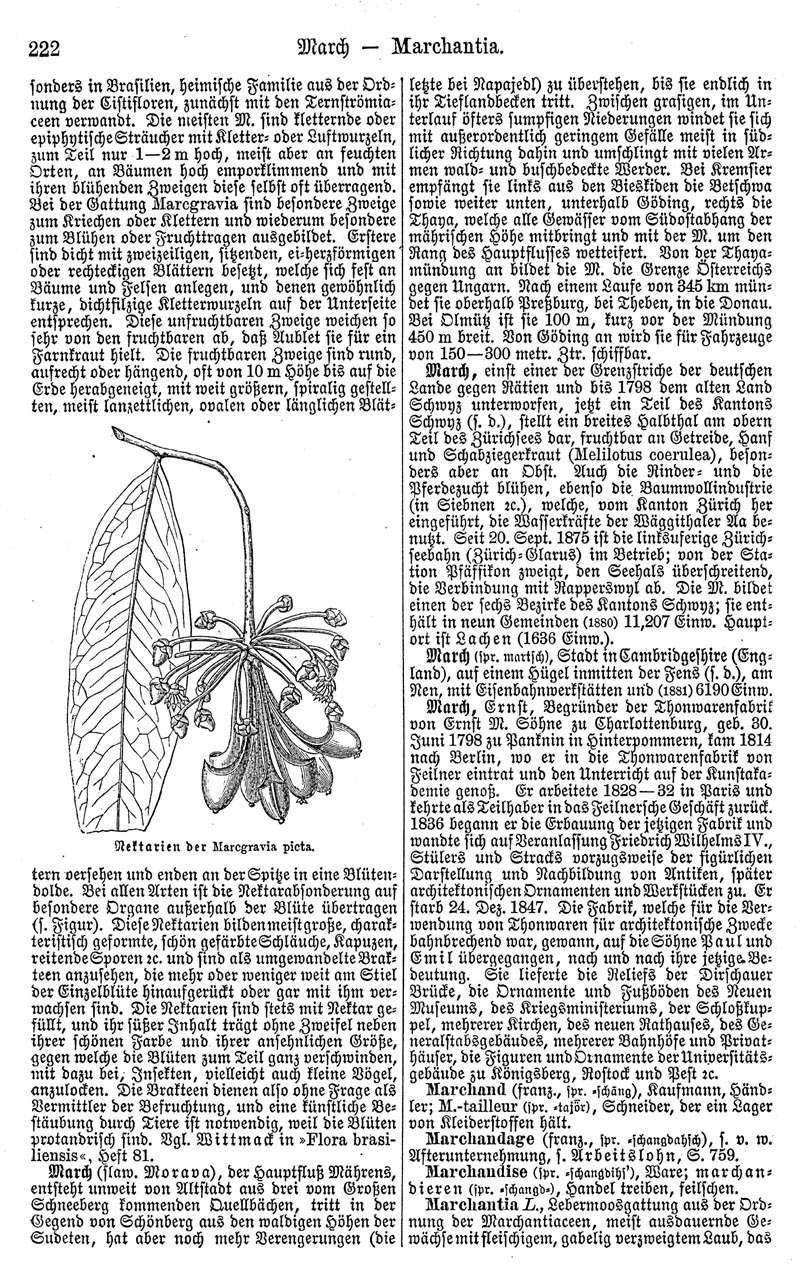